# Barna fülesfácán
A barna fülesfácán (Crossoptilon mantchuricum) a madarak osztályának tyúkalakúak (Galliformes) rendjébe és a fácánfélék (Phasianidae) családjába tartozó faj.

## Előfordulása
Kína területén honos.

## Megjelenése
A testhossza 100 centiméter, a hím testtömege 1700-2050 gramm, a tojóé 1500-1750 gramm.

## Szaporodása

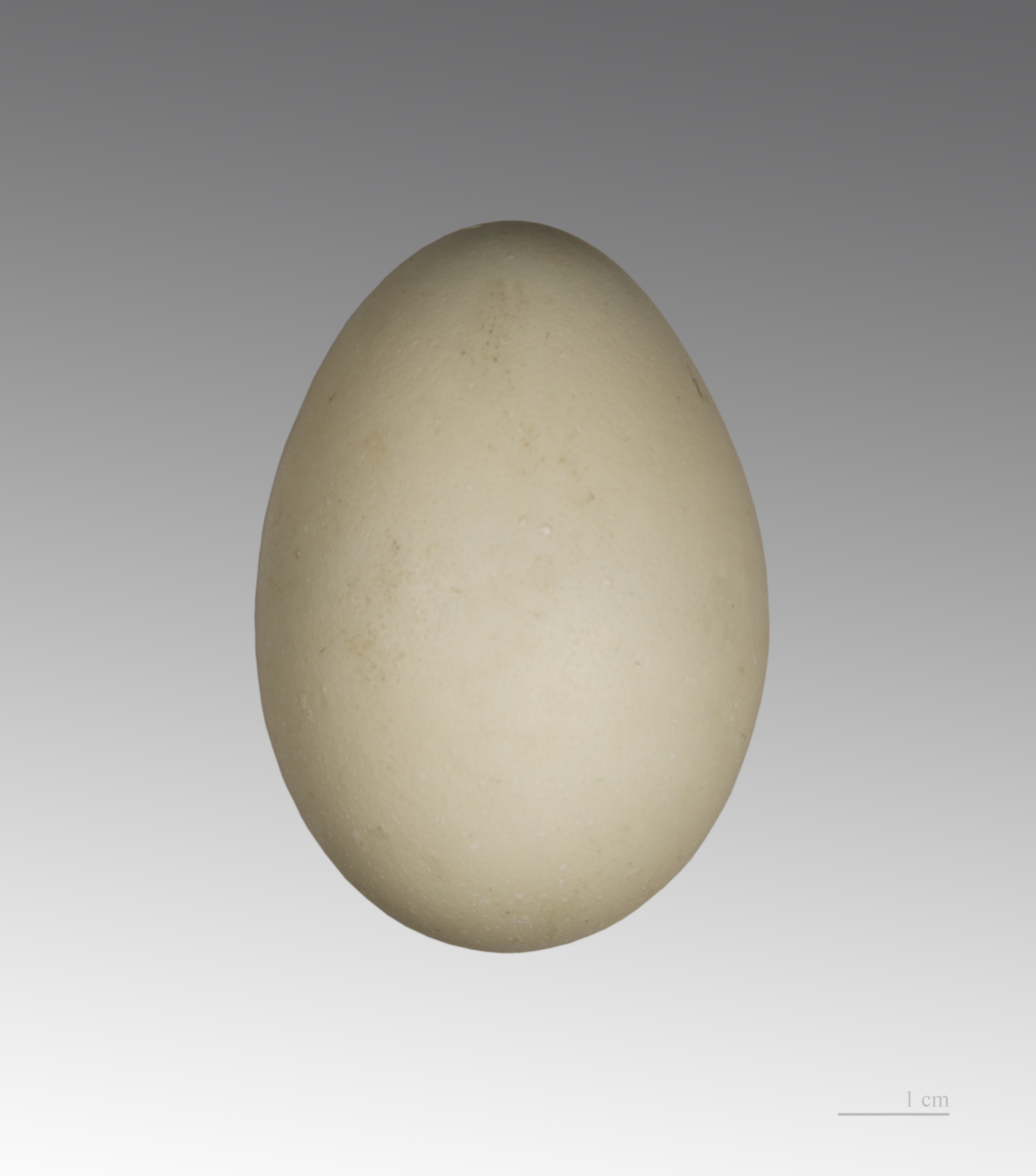
Crossoptilon mantchuricum

Fészekalja 5-8 tojásból áll, melyen 26-27 napig kotlik.